# Wilma Rudolph
Wilma Glodean Rudolph (Clarksville, 23 de junho de 1940 — Brentwood, 12 de novembro de 1994) foi uma atleta norte-americana que, portadora de poliomielite na infância, conquistou três medalhas de ouro como velocista nos Jogos Olímpicos de Roma em 1960.

## Infância
Wilma nasceu no estado do Tennessee, vigésima criança entre vinte e dois filhos e contraiu pólio na primeira infância. Sua mãe a levava a um hospital para negros a 80 km de casa duas vezes por semana e massageava suas pernas quatro vezes por dia. Com os constantes cuidados maternos, aos 12 anos ela conseguiu começar a andar normalmente. 
No começo de sua vida esportiva, ela era jogadora de basquete e a estrela da equipe de seu colégio, que liderou na conquista do campeonato estadual infantil intercolegial do Tennessee, até ser descoberta por um técnico de atletismo que acreditava em seu potencial como corredora e decidiu então se dedicar às pistas de corrida. 
No princípio, Wilma perdeu quase todas as provas de que participou. Sempre a última colocada nas competições iniciais, ela aos poucos foi progredindo para as posições intermediárias e aos quinze anos vencia todas as corridas de velocidade que disputava. 

## Jogos Olímpicos
Aos dezesseis anos, qualificou-se para fazer parte da equipe feminina dos Estados Unidos no revezamento 4x100 dos Jogos Olímpicos de Melbourne, onde conseguiu uma medalha de bronze. Após estes Jogos, ela voltou ao Tennessee para concluir os estudos secundários e recebeu uma bolsa de estudos integral da universidade estadual, onde viria a se formar como bacharel em Educação em 1963.
Seu grande momento na história das Olimpíadas e do atletismo viria em 1960, nos Jogos Olímpicos de Roma, quando, com vinte anos de idade e oito anos depois de se livrar da poliomielite, Wilma Rudolph se consagrou como a maior velocista do planeta, ao conquistar três medalhas de ouro nos 100 m, 200 m e revezamento 4x100 metros, liderando a equipe feminina americana. Sua história de vida e a luta contra a poliomielite virou a manchete principal de todos os jornais do mundo, trazendo a atenção da sociedade e dos governos para a doença e aos esforços para sua erradicação. 

## Celebridade
De volta aos EUA, Wilma alcançou no país o mesmo status de prestígio e veneração esportiva do lendário e também negro Jesse Owens no panteão dos grandes heróis olímpicos americanos. Documentários e filmes foram feitos sobre sua vida e suas conquistas e em 1961 ela foi eleita a melhor atleta amadora americana.
Após encerrar a carreira, ela trabalhou como professora, técnica de atletismo e comentarista esportiva, casando-se em 1963 e tendo quatro filhos, nenhum deles portador de poliomielite. Wilma morreu de câncer no cérebro aos 54 anos de idade, em 1994, na localidade de Brentwood, em seu estado natal. Sua memória é honrada e lembrada em todo o país e em 2004 os Correios dos Estados Unidos lançaram um selo postal com a sua efígie.